# Eristalis saltuum
Eristalis saltuum är en tvåvingeart som beskrevs av Camillo Rondani 1857. Eristalis saltuum ingår i släktet slamflugor, och familjen blomflugor.
Artens utbredningsområde är Italien. Inga underarter finns listade i Catalogue of Life.